# Third Man Records
Third Man Records is een onafhankelijke platenmaatschappij opgericht door de zanger Jack White in Detroit, Michigan in 2001. Sinds 2009 heeft het label in Nashville, Tennessee ook een opnamestudio, naast een kantoor, een platenzaak en een concertzaal.
Op het label is werk uitgebracht van Jack White's groepen The Dead Weather, The Raconteurs en The White Stripes, Dan Sartain, Carl Sagan, Wanda Jackson, Karen Elson en Conan O'Brien. Het label brengt de muziek uit op cd en als downloads, maar de nadruk ligt op de grammofoonplaat. Sommige releases zijn ook uitgebracht in gekleurde platen en in gelimiteerde oplagen. 
In januari 2013 werd bekend dat het label met Document Records gaat samenwerken om de complete werken van Charley Patton, Blind Willie McTell en de Mississippi Sheiks opnieuw uit te geven op vinyl. 